# Los Toldos (Buenos Aires)

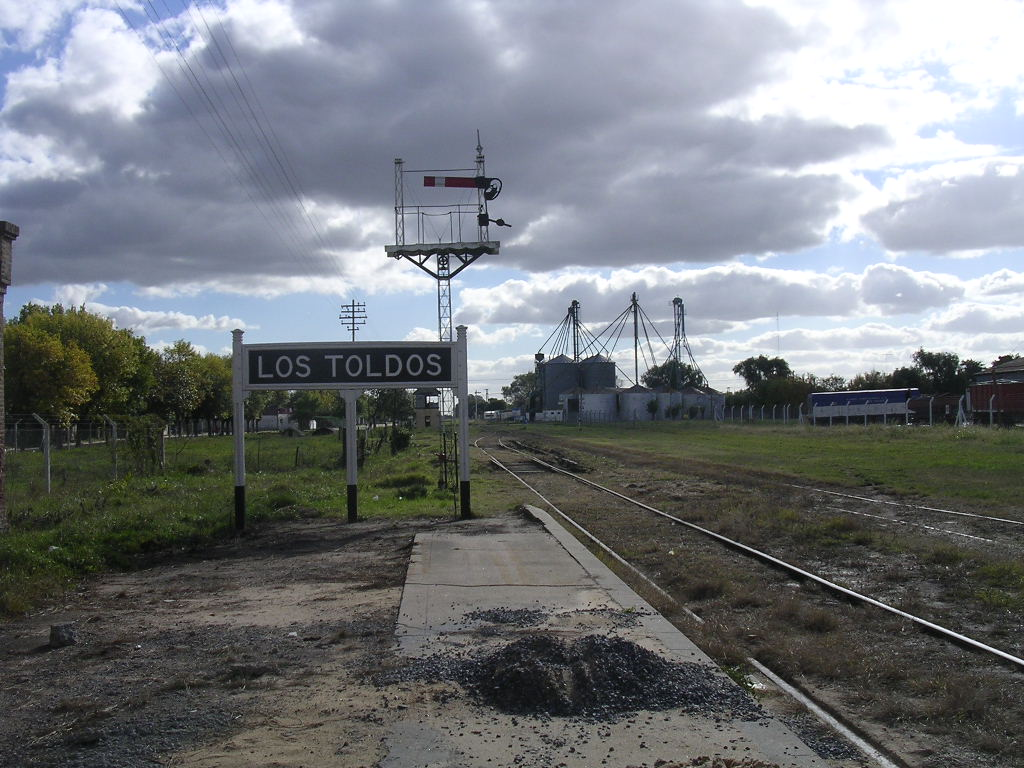
Estação de trem de Los Toldos

Los Toldos é uma cidade da Argentina, localizada na província de Buenos Aires. Leva esse nome por ter sido colonizado e ocupado inicialmente pelos índios e suas tendas eram chamadas de toldos.
É a cidade natal de Evita Perón.